# Stiftung Bildung und Entwicklung
Die Stiftung Bildung und Entwicklung (SBE) ist eine Fachstelle im Bereich «Globales Lernen» in der Schweiz. 

## Ziele
Die Stiftung fördert eine Bildung, die Schüler dabei unterstützt, Fähigkeiten für den Umgang mit globalen Herausforderungen zu entwickeln und sich eigener und fremder Werthaltungen bewusst zu werden. Die SBE stützt sich auf das  Bildungskonzept des Globalen Lernens, die Menschenrechte bilden den ethischen Rahmen. Auf der Basis des Globalen Lernens leistet die SBE einen Beitrag an eine Bildung für Nachhaltige Entwicklung und engagiert sich für deren Integration in das Schweizer Bildungssystem.

## Dienstleistungen
Die Stiftung führt Regionalstellen in Bern, Lausanne, Lugano und Zürich. Sie bietet Lehrpersonen und weiteren Interessierten:
- evaluierte Unterrichtsmaterialien in Verkauf und Ausleihe
- Aus- und Weiterbildungskurse
- Finanzielle Unterstützung für Bildungsprojekte von Schulen in der Schweiz in den Bereichen «Weltweite Zusammenhänge», «Rassismusprävention» und «Menschenrechtslernen»
- NGO-Bildungsangebote für Schulen: Liste mit anempfohlenen Bildungsangeboten von Nichtregierungsorganisationen
- Beratung und Vernetzung

Zur Stiftung gehört die Fachstelle Filme für eine Welt mit einem Angebot von Filmen für den Unterricht.

## Trägerschaft
Getragen wird die SBE von der Direktion für Entwicklung und Zusammenarbeit DEZA, der schweizerischen Konferenz der kantonalen Erziehungsdirektorinnen und -direktoren EDK, Lehrerverbänden sowie von Hilfswerken und weiteren Nonprofitorganisationen.